# 4 Heures de Monza 1996
Navigation
Édition précédente
Les 4 Heures de Monza 1996, disputées le 24 mars 1996 sur le circuit de Monza, sont la deuxième manche du championnat BPR 1996.

## Course

### Classement de la course
Classement à l'issue de la course (vainqueurs de catégorie en gras), :
| Pos.   | Catégorie | N° | Écurie                                     | Pilotes                                                 | Châssis                        | Pneus | Tours |
| Pos.   | Catégorie | N° | Écurie                                     | Pilotes                                                 | Moteur                         | Pneus | Tours |
| ------ | --------- | -- | ------------------------------------------ | ------------------------------------------------------- | ------------------------------ | ----- | ----- |
| 1      | GT1       | 1  | West Competition David Price Racing        | John Nielsen Thomas Bscher                              | McLaren F1 GTR                 | G     | 127   |
| 1      | GT1       | 1  | West Competition David Price Racing        | John Nielsen Thomas Bscher                              | BMW S70 6.1L V12               | G     | 127   |
| 2      | GT1       | 9  | Franck Muller Watches Giroix Racing Team   | Fabien Giroix Jean-Denis Délétraz Didier Cottaz         | McLaren F1 GTR                 | M     | 125   |
| 2      | GT1       | 9  | Franck Muller Watches Giroix Racing Team   | Fabien Giroix Jean-Denis Délétraz Didier Cottaz         | BMW S70 6.1L V12               | M     | 125   |
| 3      | GT2       | 56 | Roock Racing                               | Bruno Eichmann Ralf Kelleners Gerd Ruch                 | Porsche 911 GT2                | M     | 123   |
| 3      | GT2       | 56 | Roock Racing                               | Bruno Eichmann Ralf Kelleners Gerd Ruch                 | Porsche 3.6L Turbo Flat-6      | M     | 123   |
| 4      | GT2       | 64 | Lanzante Motorsport                        | Paul Burdell Soames Langton Stanley Dickens             | Porsche 911 GT2                | M     | 122   |
| 4      | GT2       | 64 | Lanzante Motorsport                        | Paul Burdell Soames Langton Stanley Dickens             | Porsche 3.6L Turbo Flat-6      | M     | 122   |
| 5      | GT2       | 96 | Larbre Compétition                         | Patrice Goueslard Jack Leconte André Ahrlé              | Porsche 911 GT2                | M     | 122   |
| 5      | GT2       | 96 | Larbre Compétition                         | Patrice Goueslard Jack Leconte André Ahrlé              | Porsche 3.6L Turbo Flat-6      | M     | 122   |
| 6      | GT2       | 65 | Roock Racing                               | Guy Martinolle Jean-Claude Lagniez Philippe Albera      | Porsche 911 GT2                | M     | 121   |
| 6      | GT2       | 65 | Roock Racing                               | Guy Martinolle Jean-Claude Lagniez Philippe Albera      | Porsche 3.6L Turbo Flat-6      | M     | 121   |
| 7      | GT2       | 54 | Bert Ploeg                                 | Bert Ploeg Kris Nissen                                  | Porsche 911 GT2                | ?     | 121   |
| 7      | GT2       | 54 | Bert Ploeg                                 | Bert Ploeg Kris Nissen                                  | Porsche 3.6L Turbo Flat-6      | ?     | 121   |
| 8      | GT2       | 92 | New Hardware Parr Motorsport               | Robert Nearn Stéphane Ortelli                           | Porsche 911 GT2                | P     | 121   |
| 8      | GT2       | 92 | New Hardware Parr Motorsport               | Robert Nearn Stéphane Ortelli                           | Porsche 3.6L Turbo Flat-6      | P     | 121   |
| 9      | GT2       | 83 | Marcos Racing International                | Cor Euser Thomas Erdos                                  | Marcos LM600                   | D     | 119   |
| 9      | GT2       | 83 | Marcos Racing International                | Cor Euser Thomas Erdos                                  | Chevrolet 6.0L V8              | D     | 119   |
| 10     | GT1       | 16 | Karl Augustin                              | Ernst Gschwender Alfred Gramsel Karl Augustin           | Porsche 911 GT2 Cetoni         | G     | 119   |
| 10     | GT1       | 16 | Karl Augustin                              | Ernst Gschwender Alfred Gramsel Karl Augustin           | Porsche 3.6L Turbo Flat-6      | G     | 119   |
| 11     | GT2       | 77 | Seikel Motorsport                          | Manfred Jurasz Giuseppe Quargentan Peter Seikel         | Porsche 911 GT2                | P     | 118   |
| 11     | GT2       | 77 | Seikel Motorsport                          | Manfred Jurasz Giuseppe Quargentan Peter Seikel         | Porsche 3.6L Turbo Flat-6      | P     | 118   |
| 12     | GT2       | 50 | Stadler Motorsport                         | Uwe Sick Charles Margueron                              | Porsche 911 GT2                | P     | 118   |
| 12     | GT2       | 50 | Stadler Motorsport                         | Uwe Sick Charles Margueron                              | Porsche 3.6L Turbo Flat-6      | P     | 118   |
| 13     | GT2       | 93 | New Hardware Parr Motorsport               | Peter Owen Hugh Price John Robinson                     | Porsche 911 GT2                | P     | 118   |
| 13     | GT2       | 93 | New Hardware Parr Motorsport               | Peter Owen Hugh Price John Robinson                     | Porsche 3.6L Turbo Flat-6      | P     | 118   |
| 14     | GT2       | 52 | Krauss Rennsporttechnik                    | Bernhard Müller Michael Trunk                           | Porsche 911 GT2                | P     | 117   |
| 14     | GT2       | 52 | Krauss Rennsporttechnik                    | Bernhard Müller Michael Trunk                           | Porsche 3.6L Turbo Flat-6      | P     | 117   |
| 15     | GT2       | 58 | MC Motorsport                              | Luca Canni-Ferrari Massimo Monti                        | Ferrari F355 GT                | ?     | 116   |
| 15     | GT2       | 58 | MC Motorsport                              | Luca Canni-Ferrari Massimo Monti                        | Ferrari F131 3.5L V8           | ?     | 116   |
| 16     | GT2       | 63 | Roger Racing                               | Ruggero Grassi Ermanno Colombo                          | Porsche 993 Supercup           | ?     | 115   |
| 16     | GT2       | 63 | Roger Racing                               | Ruggero Grassi Ermanno Colombo                          | Porsche 3.8L Flat-6            | ?     | 115   |
| 17     | GT2       | 59 | Raymond Touroul                            | Didier Ortion Raymond Touroul Jean-Louis Ricci          | Porsche 911 GT2                | ?     | 114   |
| 17     | GT2       | 59 | Raymond Touroul                            | Didier Ortion Raymond Touroul Jean-Louis Ricci          | Porsche 3.6L Turbo Flat-6      | ?     | 114   |
| 18     | GT2       | 66 | EMKA Racing                                | Steve O'Rourke Guy Holmes                               | Porsche 911 GT2                | D     | 113   |
| 18     | GT2       | 66 | EMKA Racing                                | Steve O'Rourke Guy Holmes                               | Porsche 3.6L Turbo Flat-6      | D     | 113   |
| 19     | GT2       | 53 | Yellow Racing                              | Christian Heinkelé Henri-Louis Maunoir Tony Ring        | Ferrari F355 GT                | M     | 113   |
| 19     | GT2       | 53 | Yellow Racing                              | Christian Heinkelé Henri-Louis Maunoir Tony Ring        | Ferrari F131 3.5L V8           | M     | 113   |
| 20     | GT2       | 62 | Leanston Racing                            | Luca Cattaneo Alberto Mondinelli                        | Porsche 964 Carrera RS         | ?     | 112   |
| 20     | GT2       | 62 | Leanston Racing                            | Luca Cattaneo Alberto Mondinelli                        | Porsche 3.6L Flat-6            | ?     | 112   |
| 21     | GT1       | 49 | Freisinger Motorsport                      | Wolfgang Kaufmann Pietro Ferrero                        | Porsche 911 GT2 Evo            | G     | 110   |
| 21     | GT1       | 49 | Freisinger Motorsport                      | Wolfgang Kaufmann Pietro Ferrero                        | Porsche 3.6L Turbo Flat-6      | G     | 110   |
| 22     | GT2       | 51 | Proton Competition                         | Peter Erl Gerold Ried                                   | Porsche 911 GT2                | P     | 109   |
| 22     | GT2       | 51 | Proton Competition                         | Peter Erl Gerold Ried                                   | Porsche 3.6L Turbo Flat-6      | P     | 109   |
| 23     | GT2       | 99 | Elf Haberthur Racing                       | Ferdinand de Lesseps Philippe Charriol Michel Neugarten | Porsche 911 GT2                | P     | 107   |
| 23     | GT2       | 99 | Elf Haberthur Racing                       | Ferdinand de Lesseps Philippe Charriol Michel Neugarten | Porsche 3.6L Turbo Flat-6      | P     | 107   |
| 24     | GT2       | 30 | Quattro Pilotage                           | Thierry Guiod Patrick Pelissier                         | Porsche 911 Bi-Turbo           | ?     | 102   |
| 24     | GT2       | 30 | Quattro Pilotage                           | Thierry Guiod Patrick Pelissier                         | Porsche 3.6L Turbo Flat-6      | ?     | 102   |
| 25 DNF | GT2       | 84 | Promosport Italia                          | Giovanni Lavaggi Renato Mastropietro Vincenzo Polli     | Porsche 911 GT2                | P     | 119   |
| 25 DNF | GT2       | 84 | Promosport Italia                          | Giovanni Lavaggi Renato Mastropietro Vincenzo Polli     | Porsche 3.6L Turbo Flat-6      | P     | 119   |
| 26 DNF | GT1       | 29 | Ferrari Club Italia Ennea SRL              | Luca Drudi Piero Nappi Mauro Martini                    | Ferrari F40 GTE                | P     | 115   |
| 26 DNF | GT1       | 29 | Ferrari Club Italia Ennea SRL              | Luca Drudi Piero Nappi Mauro Martini                    | Ferrari 3.5L Turbo V8          | P     | 115   |
| 27 DNF | GT2       | 85 | Gianluigi Locatelli                        | Leonardo Maddalena Gianluigi Locatelli                  | Porsche 993 Supercup           | ?     | 103   |
| 27 DNF | GT2       | 85 | Gianluigi Locatelli                        | Leonardo Maddalena Gianluigi Locatelli                  | Porsche 3.8L Flat-6            | ?     | 103   |
| 28 DNF | GT1       | 3  | Harrods Mach One Racing David Price Racing | Andy Wallace Olivier Grouillard                         | McLaren F1 GTR                 | G     | 92    |
| 28 DNF | GT1       | 3  | Harrods Mach One Racing David Price Racing | Andy Wallace Olivier Grouillard                         | BMW S70 6.1L V12               | G     | 92    |
| 29 DNF | GT1       | 2  | Gulf Racing GTC Motorsport                 | Ray Bellm James Weaver                                  | McLaren F1 GTR                 | M     | 88    |
| 29 DNF | GT1       | 2  | Gulf Racing GTC Motorsport                 | Ray Bellm James Weaver                                  | BMW S70 6.1L V12               | M     | 88    |
| 30 DNF | GT1       | 4  | Roock Racing                               | Jean-Pierre Jarier Altfrid Heger Ralf Kelleners         | Porsche 911 GT2 Evo            | M     | 80    |
| 30 DNF | GT1       | 4  | Roock Racing                               | Jean-Pierre Jarier Altfrid Heger Ralf Kelleners         | Porsche 3.6L Turbo Flat-6      | M     | 80    |
| 31 DNF | GT2       | 88 | Konrad Motorsport                          | Michel Ligonnet Helmut König Toni Seiler                | Porsche 911 GT2                | M     | 76    |
| 31 DNF | GT2       | 88 | Konrad Motorsport                          | Michel Ligonnet Helmut König Toni Seiler                | Porsche 3.6L Turbo Flat-6      | M     | 76    |
| 32 DNF | GT1       | 14 | Repsol Kremer Racing                       | Christophe Bouchut Tomas Saldaña                        | Porsche 911 GT2 Evo            | M     | 74    |
| 32 DNF | GT1       | 14 | Repsol Kremer Racing                       | Christophe Bouchut Tomas Saldaña                        | Porsche 3.6L Turbo Flat-6      | M     | 74    |
| 33 DNF | GT1       | 5  | Eric Graham                                | Eric Graham Michel Faraut David Velay                   | Venturi 600 LM                 | D     | 67    |
| 33 DNF | GT1       | 5  | Eric Graham                                | Eric Graham Michel Faraut David Velay                   | Renault PRV 3.0L Turbo V6      | D     | 67    |
| 34 DNF | GT2       | 74 | Callaway Schweiz                           | Kurt Huber Hans Hauser Seppi Wendlinger                 | Callaway Corvette Supernatural | ?     | 66    |
| 34 DNF | GT2       | 74 | Callaway Schweiz                           | Kurt Huber Hans Hauser Seppi Wendlinger                 | Chevrolet LT1 6.2L V8          | ?     | 66    |
| 35 DNF | GT1       | 11 | Konrad Motorsport                          | Franz Konrad Bob Wollek                                 | Porsche 911 GT2 Evo            | M     | 57    |
| 35 DNF | GT1       | 11 | Konrad Motorsport                          | Franz Konrad Bob Wollek                                 | Porsche 3.6L Turbo Flat-6      | M     | 57    |
| 36 DNF | GT2       | 60 | Oberbayern Motorsport                      | Jurgen von Gartzen Detlef Hübner                        | Porsche 911 GT2                | P     | 51    |
| 36 DNF | GT2       | 60 | Oberbayern Motorsport                      | Jurgen von Gartzen Detlef Hübner                        | Porsche 3.6L Turbo Flat-6      | P     | 51    |
| 37 DNF | GT2       | 90 | Robert Sikkens Racing                      | Angelo Zadra Maurizio Monforte                          | Porsche 911 GT2                | G     | 50    |
| 37 DNF | GT2       | 90 | Robert Sikkens Racing                      | Angelo Zadra Maurizio Monforte                          | Porsche 3.6L Turbo Flat-6      | G     | 50    |
| 38 DNF | GT1       | 28 | Ennea Igol                                 | Jean-Marc Gounon Éric Bernard Paul Belmondo             | Ferrari F40 GTE                | P     | 49    |
| 38 DNF | GT1       | 28 | Ennea Igol                                 | Jean-Marc Gounon Éric Bernard Paul Belmondo             | Ferrari 3.5L Turbo V8          | P     | 49    |
| 39 DNF | GT2       | 73 | Morgan Motor Company                       | Charles Morgan William Wykeham                          | Morgan Plus 8 GTR              | D     | 48    |
| 39 DNF | GT2       | 73 | Morgan Motor Company                       | Charles Morgan William Wykeham                          | Rover V8 5.0L V8               | D     | 48    |
| 40 DNF | GT1       | 20 | Venturi Team Lécuyer                       | Emmanuel Clérico Laurent Lécuyer Philippe Favre         | Venturi 600 SLM                | M     | 45    |
| 40 DNF | GT1       | 20 | Venturi Team Lécuyer                       | Emmanuel Clérico Laurent Lécuyer Philippe Favre         | Renault PRV 3.0L Turbo V6      | M     | 45    |
| 41 DNF | GT2       | 70 | Jean-François Véroux                       | Jean-François Véroux Jean-Yves Moine Stéphane Leloup    | Porsche 911 GT2                | ?     | 40    |
| 41 DNF | GT2       | 70 | Jean-François Véroux                       | Jean-François Véroux Jean-Yves Moine Stéphane Leloup    | Porsche 3.6L Turbo Flat-6      | ?     | 40    |
| 42 DNF | GT1       | 12 | Chardon des Dunes                          | Patrick Vuillaume Christian Pellieux Andy Bovensiepen   | Porsche 911 GT2 Evo            | ?     | 37    |
| 42 DNF | GT1       | 12 | Chardon des Dunes                          | Patrick Vuillaume Christian Pellieux Andy Bovensiepen   | Porsche 3.6L Turbo Flat-6      | ?     | 37    |
| 43 DNF | GT1       | 27 | Ennea Igol                                 | Anders Olofsson Luciano della Noce                      | Ferrari F40 GTE                | P     | 35    |
| 43 DNF | GT1       | 27 | Ennea Igol                                 | Anders Olofsson Luciano della Noce                      | Ferrari 3.5L Turbo V8          | P     | 35    |
| 44 DNF | GT1       | 8  | BBA Compétition                            | Jean-Luc Maury-Laribière Hans Hugenholtz Marc Sourd     | McLaren F1 GTR                 | D     | 33    |
| 44 DNF | GT1       | 8  | BBA Compétition                            | Jean-Luc Maury-Laribière Hans Hugenholtz Marc Sourd     | BMW S70 6.1L V12               | D     | 33    |
| 45 DNF | GT2       | 76 | Agusta Racing Team                         | Sandro Munari Marco Spinelli                            | Callaway Corvette Supernatural | D     | 30    |
| 45 DNF | GT2       | 76 | Agusta Racing Team                         | Sandro Munari Marco Spinelli                            | Chevrolet LT1 6.2L V8          | D     | 30    |
| 46 DNF | GT2       | 71 | Lotus Equipe Scuderia Magnani              | Pascal Dro Jean-Yves Pezant Guido Dacco                 | Lotus Esprit S300              | ?     | 13    |
| 46 DNF | GT2       | 71 | Lotus Equipe Scuderia Magnani              | Pascal Dro Jean-Yves Pezant Guido Dacco                 | Lotus 2.0L Turbo I4            | ?     | 13    |
| 47 DNF | GT1       | 21 | Lotus Racing Team                          | Mike Hezemans Alexander Portman                         | Lotus Esprit V8 Turbo          | M     | 13    |
| 47 DNF | GT1       | 21 | Lotus Racing Team                          | Mike Hezemans Alexander Portman                         | Lotus 3.5L Turbo V8            | M     | 13    |
| 48 DNF | GT2       | 55 | Stadler Motorsport                         | Enzo Calderari Lilian Bryner                            | Porsche 911 GT2                | P     | 7     |
| 48 DNF | GT2       | 55 | Stadler Motorsport                         | Enzo Calderari Lilian Bryner                            | Porsche 3.6L Turbo Flat-6      | P     | 7     |
| 49 DNF | GT1       | 48 | Freisinger Motorsport                      | Clay Regazzoni Fulvio Ballabio Henri Pescarolo          | Porsche 911 Bi-Turbo           | G     | 7     |
| 49 DNF | GT1       | 48 | Freisinger Motorsport                      | Clay Regazzoni Fulvio Ballabio Henri Pescarolo          | Porsche 3.8L Turbo Flat-6      | G     | 7     |
| 50 DNF | GT1       | 22 | Lotus Racing Team                          | Jan Lammers Perry McCarthy                              | Lotus Esprit V8 Turbo          | M     | 6     |
| 50 DNF | GT1       | 22 | Lotus Racing Team                          | Jan Lammers Perry McCarthy                              | Lotus 3.5L Turbo V8            | M     | 6     |
| 51 DNF | GT2       | 67 | Simpson Engineering                        | Raffaele Sangiuolo Maurizio Lusuardi Hans-Jörg Hofer    | Porsche 911 GT2                | ?     | 5     |
| 51 DNF | GT2       | 67 | Simpson Engineering                        | Raffaele Sangiuolo Maurizio Lusuardi Hans-Jörg Hofer    | Porsche 3.6L Turbo Flat-6      | ?     | 5     |
| 52 DNF | GT2       | 75 | Agusta Racing Team                         | Almo Coppelli Rocky Agusta Bruno Corradi                | Callaway Corvette Supernatural | D     | 2     |
| 52 DNF | GT2       | 75 | Agusta Racing Team                         | Almo Coppelli Rocky Agusta Bruno Corradi                | Chevrolet LT1 6.2L V8          | D     | 2     |
| DNS    | GT1       | 6  | Gulf Racing GTC Competition                | Lindsay Owen-Jones Pierre-Henri Raphanel                | McLaren F1 GTR                 | M     | -     |
| DNS    | GT1       | 6  | Gulf Racing GTC Competition                | Lindsay Owen-Jones Pierre-Henri Raphanel                | BMW S70 6.1L V12               | M     | -     |